# Michele Rinaldi
Michele Rinaldi   (Parma, 9 de març de 1959) és un ex-pilot de motocròs italià, Campió del Món de 125cc el 1984 i dues vegades guanyador, amb l'equip italià, de la Coupe des Nations. Un cop retirat de la competició muntà un equip de curses, equipat primer amb motocicletes Suzuki i després amb Yamaha, des del qual segueix actualment patrocinant destacats pilots internacionals.

## Trajectòria esportiva
Rinaldi va començar a córrer el 1973, a 14 anys, participant amb una Ancillotti de 50 cc als Giochi della Gioventù. Més endavant fa fitxar per TGM, una petita empresa constructora amb seu a Parma, amb la qual debutà en el Campionat d'Itàlia de motocròs en categoria cadets de 1974. El 1976 pujà a categoria júnior i canvià de cilindrada, passant dels 50 als 125 i 250 cc, sempre fidel a la TGM. El 1977 guanyà el campionat italià júnior en 125 cc i això el promogué a categoria sènior per a 1978, temporada en què debutà al Campionat del Món de 125cc acabant-hi el dotzè., lloc que millorà el 1979, essent vuitè.
La temporada de la seva consagració fou la de 1980, en què va aconseguir el subcampionat amb una moto (la TGM), poc més que artesanal, a només 5 punts de Harry Everts i la seva Suzuki. Aquell any guanyà la primera mànega del Gran Premi de Iugoslàvia, aconseguint així la primera victòria al mundial d'un pilot un italià, i les dues del Gran Premi d'Itàlia (disputat a Montevarchi). De cara al 1981 signà amb Gilera, atret per l'oportunitat de poder guanyar el títol amb una empresa amb bons recursos tècnics i financers. Durant el bienni que durà la seva relació amb l'empresa d'Arcore, 1981-1982, Rinaldi obtingué dos tercers llocs en el Mundial de 125 cc, un resultat per sota de les expectatives, sobretot la temporada de 1982, esquitxada d'avaries i problemes tècnics. Després d'això decidí córrer el 1983 amb Suzuki, aconseguint el subcampionat mundial aquell any i, finalment, el títol mundial de 1984, aconseguit malgrat una lesió que el va obligar a perdre's les primeres curses i la retirada de l'empresa japonesa de la competició després de la temporada de 1983. Aquell any guanyà també el Campionat d'Itàlia. El 1985 va passar a la cilindrada dels 250 cc, acabant el Mundial en quart lloc i guanyant el Campionat italià de 250 i 500 cc.

### Retirada
La seva carrera continuà fins al 1987, en què decidí retirar-se de la competició després d'haver participat en el Ral·li Dakar d'aquell any. A partir d'aleshores se centrà completament en el seu paper de director d'equip, que ja havia iniciat el 1984 a conseqüència de l'esmentada retirada de Suzuki. El 1992 abandonà Suzuki per passar a dirigir l'equip Yamaha, equip amb el qual ha obtingut diversos campionats mundials amb pilots com ara Bob Moore, Alessandro Puzar, Andrea Bartolini, Stefan Everts i David Philippaerts.

## Palmarès
| Any          | Motocicleta  | Campionat del Món | Campionat del Món | Coupe | Campionat d'Itàlia | Campionat d'Itàlia | Campionat d'Itàlia |
| Any          | Motocicleta  | 250cc             | 125cc             | Coupe | 500cc              | 250cc              | 125cc              |
| ------------ | ------------ | ----------------- | ----------------- | ----- | ------------------ | ------------------ | ------------------ |
| 1977         | TGM          | -                 | -                 |       |                    |                    | 1r Júnior          |
| 1978         | TGM          | -                 | 12è               |       |                    |                    |                    |
| 1979         | TGM          | -                 | 8è                |       |                    |                    |                    |
| 1980         | TGM          | -                 | 2n                |       |                    |                    |                    |
| 1981         | Gilera       | -                 | 3r                | 1r    |                    |                    |                    |
| 1982         | Gilera       | -                 | 3r                | 1r    |                    |                    |                    |
| 1983         | Suzuki       | -                 | 2n                |       |                    |                    |                    |
| 1984         | Suzuki       | -                 | 1r                |       |                    |                    | 1r                 |
| 1985         | Suzuki       | 4t                | -                 |       | 1r                 | 1r                 |                    |
| 1986         | Suzuki       | 2n                | -                 |       |                    | 1r                 |                    |
| 1987         | Suzuki       | 4t                | -                 |       |                    |                    |                    |
| Total títols | Total títols | 0                 | 1                 | 2     | 1                  | 2                  | 2                  |

1. ↑  La classificació consignada a Coupe fa referència a la posició final obtinguda per l'equip estatal